# Choi Jin-sil
Choi Jin-sil (en hangul, 최진실) (Seúl; 24 de diciembre de 1968 – 2 de octubre de 2008) fue una actriz y modelo surcoreana, considerada una de las mejores actrices de su país, siendo apodada la «Actriz de la Nación». Desde su debut y a lo largo de tres décadas, desempeñó roles protagónicos en docenas de películas, series de televisión y anuncios publicitarios.
Protagonizó éxitos de taquilla locales como My Love, My Bride (1990), Mister Mama (1992) y How to Top My Wife (1994), y dramas televisivos como Our Paradise (1990), pero fue Jealousy, en 1992, la serie que la llevó a la cúspide de la fama.

## Fallecimiento
Choi Jin-sil fue hallada muerta en su casa de Seúl el 2 de octubre de 2008, con el cuello atado con una cinta elástica a la ducha. La policía no encontró rastros de violencia física en sus restos mortales, por lo que llegó a la conclusión de que fue la propia Choi Jin-sil la que se quitó la vida. Aunque no dejó una nota de suicidio, sí había enviado esa misma noche mensajes a su maquilladora pidiéndole perdón y que cuidara de sus hijos, que en ese momento tenían siete y cinco años. Aunque no se conocen, pues, las causas de su decisión, se supo que estaba en tratamiento por depresión por supuestos negocios irregulares y por su divorcio en 2004 de la estrella local de béisbol Cho Sung-min. Además, pocas semanas antes se había suicidado asimismo su amigo el también actor Ahn Jae-hwan, y habían surgido rumores de que fue a causa de que Choi le había presionado para que devolviera un préstamo de 2.500 millones de wones que le había hecho. La víspera de su muerte, la actriz canceló el rodaje de un anuncio comercial en el que trabajaba, y fue vista llegar a casa en estado de embriaguez, llorosa y negando dichos rumores, cuyo responsable fue detenido por la policía.

## Filmografía
- Nota: Toda esta sección se encuentra referenciada.[4][5]

### Películas
| Año  | Título                                                          | Coreano                                | Romanización                                       |
| ---- | --------------------------------------------------------------- | -------------------------------------- | -------------------------------------------------- |
| 2000 | The Legend of Gingko                                            | 단적비연수                             | Tan Jeok Bi Yeon Su                                |
| 1999 | Mayonnaise                                                      | 마요네즈                               | Mayonejeu                                          |
| 1997 | The Letter                                                      | 편지                                   | Pyeonji                                            |
| 1997 | Holiday In Seoul                                                | 홀리데이 인 서울                       | Holidei in Seoul                                   |
| 1997 | Baby Sale                                                       | 베이비 세일                            | Beibi Seil                                         |
| 1996 | Ghost Mamma                                                     | 고스트 맘마                            | Goseuteu mamma                                     |
| 1995 | Who Makes Me Crazy                                              | 누가 나를 미치게 하는가                | Nuga Nareul Michige Haneunga                       |
| 1995 | Mom Has a New Boyfriend                                         | 엄마에게 애인이 생겼어요               | Eommaege Aeini Saenggyeosseoyo                     |
| 1994 | I wish for what is forbidden to me                              | 나는 소망한다, 내게 금지된 것을        | Naneun Somanghanda Naege Geumjidoen Geoseul        |
| 1994 | How to Top My Wife                                              | 마누라 죽이기                          | Manura Jugigi                                      |
| 1993 | The Girl for Love and The One for Marriage                      | 사랑하고 싶은 여자, 결혼하고 싶은 여자 | Saranghago sipeun Yeoja, Gyeolhonhago sipeun Yeoja |
| 1992 | Mister Mama                                                     | 미스터 맘마                            | Miseuteo Mamma                                     |
| 1991 | The Room in the Forest                                          | 숲속의 방                              | Supsogui Bang                                      |
| 1991 | Susanne Brink's Arirang                                         | 수잔 브링크의 아리랑                   | Sujan Beuringkeu-ui Arirang                        |
| 1990 | My Love, My Bride                                               | 나의 사랑, 나의 신부                   | Naui Sarang Naui Sinbu                             |
| 1990 | Kkokjiddan                                                      | 꼭지단                                 | Kkogjidan                                          |
| 1990 | You Know What? It's a Secret 2                                  | 있잖아요 비밀이에요 2                  | Itjanayo Bimiriyeyo 2                              |
| 1990 | North Korean Partisan in South Korea o Partisans of South Korea | 남부군                                 | Nambugun                                           |

### Series de televisión
| Año  | Título                       | Coreano               | Romanización                     | Canal   |
| ---- | ---------------------------- | --------------------- | -------------------------------- | ------- |
| 2008 | The Last Scandal of My Life  | 내 생애 마지막 스캔들 | Nae Saeng-ae Majimak Seukaendeul | MBC     |
| 2007 | Bad Woman, Good Woman        | 나쁜여자 착한여자     | Nappeun Yeoja, Chakhan Yeoja     | MBC     |
| 2005 | My Rosy Life                 | 장밋빛 인생           | Jangmitbit Insaeng               | KBS 2TV |
| 2004 | War of the Roses             | 장미의 전쟁           | Jangmiui Jeonjaeng               | MBC     |
| 2002 | Since We Met                 | 그대를 알고부터       | Geudaereul Algobuteo             | MBC     |
| 1999 | Roses and Bean Sprouts       | 장미와 콩나물         | Jangmiwa Kongnamul               | MBC     |
| 1998 | Memories                     | 추억                  | Chueok                           | MBC     |
| 1997 | Star in My Heart             | 별은 내 가슴에        | Byeoreun Nae Gaseume             | MBC     |
| 1997 | You and I                    | 그대 그리고 나        | Geudae Geurigo Na                | MBC     |
| 1996 | Promise                      | 약속                  | Yaksok                           | MBC     |
| 1995 | Asphalt Man                  | 아스팔트 사나이       | Aseupalteu Sanai                 | SBS     |
| 1995 | Jazz                         | 째즈                  | Jjaejeu                          | SBS     |
| 1995 | APT                          | 아파트                | Apateu                           | MBC     |
| 1994 | Scent of Love                | 사랑의 향기           | Sarang-ui Hyanggi                | SBS     |
| 1993 | Storming Season              | 폭풍의 계절           | Pokpung-ui Gyejeol               | MBC     |
| 1992 | Enchantment                  | 매혹                  | Maehok                           | MBC     |
| 1992 | Jealousy                     | 질투                  | Jiltu                            | MBC     |
| 1990 | Gaksibang Sarang Yeollyeonne | 각시방 사랑 열렸네    | Gaksibang Sarang Yeollyeonne     | MBC     |
| 1990 | Our Paradise                 | 우리들의 천국         | Urideurui Cheon-guk              | MBC     |
| 1989 | Sleepless Tree               | 잠들지 않는 나무      | Jamdeulji anneun Namu            | MBC     |
| 1988 | 500 Years of Joseon Dynasty  | 조선왕조 오백년       | Joseon Wangjo Obaengnyeon        | MBC     |

## Premios y nominaciones

### Premios de Cine
Grand Bell Awards
- 1995: (33rd) - Mejor actriz por How to Top My Wife.
- 1993: (31st) - Actriz más popular
- 1991: (29th) - Mejor nueva actriz por My Love, My Bride.

Blue Dragon Film Awards
- 1991: (12th), 1992 (13th), 1993 (14th), 1994 (15th), 1995 (16th), 1997 (18th), 1998 (19th) - Estrella más popular.
- 1990: (11th) - Mejor nueva actriz por Nambugun.

Baeksang Arts Awards
- 2006: Mejor actriz en televisión.
- 1991, 1995, 1997: Actriz más popular.

Chunsa Film Art Awards
- 1991: Mejor Nueva actriz.

### Premios de televisión
KBS Drama Awards
- 2005: Premio a la excelencia, Actriz; Premio de internautas; Premio a mejor pareja.
- 1998: Premio a la excelencia, Actriz.

MBC Drama Awards
- 1997: Premio a la excelencia, Actriz.
- 2008: Reconocimiento por logros obtenidos.

SBS Drama Awards
- 1995: Nueva estrella; Premio a la excelencia, Actriz.

### Nominaciones
2008 MBC Drama Awards
- Premio a la excelencia, Actriz
- Premio a mejor pareja

2007 MBC Drama Awards
Premio a la excelencia, Actriz